# Чан, Айрис
Айрис Чан (англ. Iris Chang, кит. упр. 张纯如, пиньинь Zhāng Chúnrú, палл. Чжан Чуньжу, 28 марта 1968, Принстон — 9 ноября 2004, Лос-Гатос, Калифорния) — американская писательница, историк, журналист китайского происхождения.

## Биография

### Детство
Айрис Чан родилась 28 марта 1968 года в Принстоне, Нью-Джерси, в семье тайваньских эмигрантов. Своё английское имя девочка получила от отца в честь древнегреческой богини радуги, а китайское имя 纯如 было выбрано матерью и в дословном переводе значило «чистая, непорочная». Айрис стала первенцем у своих родителей, её младший брат Майкл появился на свет 24 сентября 1970 года.
Отец, Чжан Шаоцзинь (англ. Shau-Jin Chang, кит. 张绍进), успешный учёный, специалист в области математической физики, работал в постдокторантуре принстонского Института перспективных исследований, с 1969 года — в Иллинойсском университете в Урбане-Шампейне, где в настоящее время (2013 год) занимает должность профессора-эмерита. Чжан Шаоцзинь родился в январе 1937 года, в семье начальника уезда Тайчан. В 1949 году отец Чжан Шаоцзиня как сторонник Гоминьдана был вынужден покинуть материк и перебраться на Тайвань, тогда как его жена с четырьмя детьми остались на материке. Бегство отца отразилось на социальном положении остальных членов семьи, которые стали изгоями в коммунистическом Китае. Спустя несколько лет мать Чжан Шаоцзиня под выдуманным предлогом выпросила для семьи поездку в Гонконг, откуда все пятеро в итоге перебрались на Тайвань.
Мать, Чжан Инъин (англ. Ying-Ying Chang, кит. 张盈盈; род. в 1940 году), занимала должность постдока на кафедре микробиологии в Принстонском университете, в лаборатории профессора Джона Тайлера Боннера. Чжан Инин начала работать под руководством профессора осенью 1967 года, а уже в январе 1968 года была вынуждена оставить должность в связи с беременностью. Впрочем, уже беременной она успела завершить экспериментальную часть работы и опубликовать результаты своих исследований в журнале Nature. Отец Чжан Инин, Чжан Тецзюнь (кит. 张铁君, 1899—1994), был известным писателем и политическим обозревателем, работал главным редактором тайваньской ежедневной газеты 《中华日报》. В своих книгах он выступал последовательным сторонником конфуцианства и «трёх народных принципов» Сунь Ятсена. Дед Айрис Чан был родом из Нанкина, во время японской оккупации он вместе со своей беременной женой, будущей бабкой Айрис, и детьми бежали в Чунцин, а после завершения гражданской войны семья эмигрировала на Тайвань. Летом 1972 года родители Чжан Инин переехали в США и поселились в нью-йоркском Чайнатауне. На тот момент деду будущей писательницы исполнилось 73 года, а бабке — 58 лет. Чжан Тецзюнь как горячий патриот и ценитель китайской культуры настаивал на том, чтобы его внуки обучались не только английскому языку, но и китайскому, требовал от дочери с зятем с малых лет воспитывать в детях любовь к китайскому языку и гордость за свою историческую Родину.
Впрочем ещё задолго до этого Чжан Инин и её муж приняли решение, что будут обучать детей параллельно английскому и китайскому языкам. В детском саду Айрис и Майкл обучались на английском, на английском они общались между в классе и на улице, но дома родители сами разговаривали на китайском и требовали того же от детей. Когда девочке исполнилось пять лет, она стала заниматься в группе с другими детьми китайских эмигрантов. В сентябре 1974 года Айрис стала посещать начальную школу Yankee Ridge Elementary School, параллельно она занималась игрой на фортепиано и посещала класс китайского языка. В 1976 году Чжан Шаоцзинь посетил Тайвань и, вернувшись из поездки, привёз детям тутовых шелкопрядов, с того времени шелководство стало семейным хобби на несколько лет.
Интерес к писательству проявился у Айрис в раннем возрасте. В 10 лет она начала писать стихи и рассказы на английском, и уже в пятом классе выиграла конкурс писателей, проводившийся среди школьников. Позже вместе с подругой Айрис занималась выпуском школьной газеты. Примерно в то же время девочка начала активно интересоваться историей своей семьи и культурой Китая.
В 1980 году Айрис поступила в Университетскую высшую экспериментальную школу, расположенную при Иллинойсском университете.

### Юность и обучение в университете
В 1985 году Айрис поступила в Иллинойсский университет. По результатам выпускных экзаменов девушка была принята сразу в несколько престижных университетов, она остановила свой выбор на Университете Чикаго, но под давлением родителей, которые всегда её опекали, поступила в Иллинойсский университет. Изначально девушка выбрала в качестве специальности математику и программирование, но уже на втором курсе поняла, что ошиблась с выбором: такие предметы, как общая алгебра, оказались для неё чересчур сложными, что, впрочем, не помешало Айрис по итогам и первого, и второго семестра попасть в деканский список. Во втором семестре второго курса девушка перешла на факультет журналистики, ещё до того став одним из авторов университетской газеты Daily Illini, а также независимым журналистом Chicago Tribune. Для последней Айрис как правило писала статьи о интересных событиях в университетской жизни и лишь однажды её попросили написать о трагическом случае, который стал потрясением для небольшого городка — убийстве первокурсницы Марии Калил (англ. Maria Caleel).
Летом 1988 года Айрис была принята в интернатуру Американским обществом издателей журналов, благодаря этому она получила возможность ознакомиться с работой в журнале Newsweek — одном из крупнейших еженедельных журналов США. Оказавшись в Нью-Йорке, она обратилась в редакцию The New York Times с предложением писать материал для их колонки об университетской жизни. Её предложение было принято, и в скором времени в газете раз за разом стал появляться материал Айрис. В скором времени редактор попросил девушку умерить пыл, иначе колонка «Жизнь кампуса» грозила превратиться в «Жизнь кампуса Иллинойсского университета».
В студенческие годы характер Айрис стал более открытым: она принимала активное участие в студенческой жизни, посещала вечеринки, а в 1988 году она познакомилась с молодым парнем по имени Брет Дуглас, который впоследствии станет её мужем.
После получения диплома в 1989 году Айрис несколько месяцев проработала в интернатуре Chicago Tribune, однако после завершения срока ей было отказано в рабочем месте, что вынудило девушку вернуться домой и провести 1990 год за студенческой партой: вначале в Иллинойсе, а затем в Университете Джонса Хопкинса в Балтиморе. Именно на писательских курсах в Хопкинсе Айрис познакомилась с издателем Сюзан Рабинер, которая искала автора для написания книги о профессоре Цянь Сюэсэне — выдающемся физике, отце китайской космонавтики.

### Главная книга
Мировую славу ей принесла книга Изнасилование Нанкина: забытый Холокост Второй мировой войны (1997), опубликованная в год 60-летия Нанкинской резни и рассказывавшая о зверском массовом уничтожении более 300 тысяч мирных жителей Нанкина в декабре 1937, в том числе — изнасиловании и убийстве не менее 20 тысяч женщин (80 тысяч, согласно расследованию Айрис), солдатами и офицерами японской армии. Кроме хроники событий и комментированных документов, книга, бывшая первой англоязычной монографией о событиях шестидесятилетней давности, содержала интервью автора с выжившими людьми. В течение 10 недель она держалась в списке бестселлеров газеты Нью-Йорк таймс (в 2007 на её основе снят документальный фильм «Нанкин», посвящённый памяти Айрис Чан, обошедший весь мир и завоевавший премии на кинофестивалях в США и Гонконге). Под влиянием Айрис Чан и её книги Конгресс США после специальных слушаний принял в 1997 резолюцию, призвавшую правительство Японии принести официальные извинения за совершённые японской армией военные преступления. Книга Чан долгое время была запрещена к публикации в Японии; опубликована лишь в 2007.

### Болезнь
После работы над книгой о Нанкинских событиях Айрис Чан испытывала приступы депрессии, потеряла сон. В августе 2004 она пережила нервный срыв, в течение трех дней получала медицинскую помощь в психиатрической лечебнице в Луисвилле, где оказалась в поисках материала для своей четвёртой книги (о завоевании японцами Филиппин — так называемом марше смерти в Батаане). Врачи подозревали у Чан развивавшийся маниакально-депрессивный психоз, она постоянно принимала лекарства (рисперидон и др.). Утром 9 ноября 2004 она была найдена неподалёку от Лос Гатос мёртвой в своём автомобиле (застрелилась из револьвера).

## Личность и характер
Люди, близко знакомые с Айрис, характеризовали её как энергичную, любознательную и целеустремлённую девушку, которая обладала не только огромными амбициями, но вместе с тем умела планировать своё время и полностью уходила в работу, вплоть до морального и физического истощения.
В школьные годы Айрис — вечно погружённая в себя («отбитая» — по определению одноклассников), целеустремлённая и не коммуникабельная китаянка — была объектом постоянных насмешек и издевательств со стороны других детей. На смех поднималось всё: от её высокого голоса и мальчиковой одежды до самой фамилии Чан, которую одноклассники окрестили «вонючей». «Это происходило ежедневно, если не ежечасно, — вспоминал Дэниел Колодзиец, школьный приятель Айрис. — Представьте, что это длилось пять лет. И там действительно не было никого, к кому можно было бы обратиться [за помощью]». Девочка, росшая в интеллигентной семье, не знала, как правильно себя вести в подобных ситуациях и болезненно реагировала на издёвки, чем ещё более усугубляла своё положение.
Вместе с тем люди, знавшие Айрис в школьные годы, признавали, что она не была человеком, с которым можно было легко поладить. Она прямо говорила то, что у неё на уме, даже если это были не лицеприятные вещи. При этом не скрывала от окружающих своих больших амбиций и устремлений, которые выглядели со стороны заоблачными, чем ещё больше раздражала остальных детей. Недостаток общения девочка компенсировала чтением книг. Как вспоминала Чжан Инин, в семье было правило ложиться спать до полуночи, однако Айрис зачастую лишь притворялась спавшей, дожидалась, когда уснут родители, и продолжала читать. Однажды её поймали читающей глубокой ночью: девочка сидела с книгой у двери в свою комнату, читая под светом, который падал от лампы, висящей в коридоре. Увлечение книгами Айрис пронесёт через всю свою жизнь. Уже будучи замужней женщиной, она по-прежнему будет много читать, в том числе и художественную литературу.
Мне кажется, для проявления бунтарства есть много разных способов, и я не хотела использовать самый банальный. Я думаю, если ты готовишь бунт, то напиши книгу или сними фильм, которые потрясут мир. Вот это будет настоящий бунт. Я не вижу смысла в мелком бунтарстве, вроде магазинных краж, на которое попусту тратится время. Какой в этом смысл? Да никакого, верно? А время, знаешь ли, ограничено, жизнь коротка.
Как и в школьные годы, так и в университетские годы целеустремлённость, сопровождавшаяся некой отстранённостью в общении, вызывала одновременно и уважение, и зависть окружающих. Её подруга по университету в своей книге вспоминала: «Казалось, что её задача состоит не в том, чтобы быть просто отличным студентом, а в том, чтобы стать никем не менее, чем самым успешным журналистом нашего поколения. Я подала заявку на интернатуру в одну из нью-йорских газет, которая принимала лишь по одному студенту с каждого колледжа. Место получила Айрис. Позже я проходила собеседование на место интерна в Chicago Tribune. Когда я перезвонила им через неделю, как было договорено, на другом конце провода сообщили: „Вы были почти у цели, но место получил другой студент из Иллинойского университете. Возможно, Вы знаете её“». Пола Кэймен отмечала, что не она одна с завистью наблюдала за успехом Чан, за спиной Айрис называли не иначе как «эта ёбаная Айрис Чан». Чжан Инни также признавала, что её дочь проявляла завидную настойчивость в достижении поставленных целей: «Это была другая отличительная черта Айрис. Она никогда не упускали ни малейшего шанса, ни малейшей возможности, которые, по её мнению, могли бы помочь ей достичь поставленной цели». Когда Пола Кэймен, начинающая журналистка, по совету Айрис отправила материал в New York Times — поступок, который ей самой казался неслыханным дерзновением на грани с наивностью — и после того, как её статью приняли, она поняла секрет успеха своей подруги: «Это было совершенно просто. Мечтай о большом. Очень большом. О таком большом, что граничит с наивностью». Впоследствии во время выступлений на открытых лекциях Пола будет говорить студентам: «Мечтайте о большом, о большом до наивности. Решите, что вам надо, и хватайте это. Просто айрисчаньте это».
Как отмечала Кэйман, Айрис демонстрировала не только усердность и целеустремлённость, но и некоторую нахальность вкупе с наивностью. Уже став известной журналисткой она сохранила эту линию поведения, как в общении с рядовыми сотрудниками, так и с более высокопоставленными лицами. В своей книге Кэймен изложила историю, рассказанную мужем Айрис. Во время одного из торжественных вечеров в Белом доме Айрис и Бретт вместе с другими деятелями искусств и науки были представлены Биллу Клинтону. Каждый из присутствующих, выстроенных в шеренгу, имел возможность лишь пожать руку президенту. Когда очередь дошла до Айрис, она не только в течение пяти минут рассказала президенту о своей книге и о необходимости признания военных преступлений со стороны японского правительства, но и попросила его попозировать с Бреттом для фотографии на память.

## Признательность и память
Сообщество выживших после резни в Нанкине почтило траурной церемонией память Айрис Чан 12 ноября, в день её погребения на кладбище в Купертино.
Книга Айрис Чан о преступлении в Нанкине выдержала 5 изданий в Америке, переведена на многие языки мира, включая иврит, китайский, корейский и японский.
Британская писательница Мо Хайдер посвятила памяти Чан свой роман Токио 2004 года. Книгой Чан пользовался американский писатель Дуглас Гелбрейт в историческом романе о Нанкинской резне Зима в Китае (2006). Об Айрис Чан написана документальная драма Кристофера Альберта Чена Into the numbers (2008), о ней снят документальный фильм (2007), подробную биографию писательницы выпустила её одноклассница и подруга Пола Кеймен (2007).
В 2017 году в Хуайане (КНР) открылся Мемориальный зал Айрис Чан.

## Книги
- Thread of the silk worm (1995)
- The rape of Nanking: the forgotten holocaust of World War II (1997)
  - Нанкинская резня. / Пер. с англ. Кирилла Плешкова. — СПб.: Питер, 2024.
- The Chinese in America: a narrative history (2003)

## Комментарии
1. ↑  Тайчан (кит. 泰昌县) — историческое название ныне не существующего уезда, находившегося вблизи Шанхая.
2. ↑  см. об этом в беседе 1999 с Харуки Мураками:  Архивная копия от 5 февраля 2023 на Wayback Machine